# 비현명주의

## 취지
원래 대리인이 대리행위를 할 때에는 상대방에 대하여 그 행위가 본인을 위한 것임을 표시하여야 하며, 이를 표시하지 아니하고 대리행위를 한 대에는 그 의사표시는 대리인 자신을 위한 것으로 본다(顯名主意). 그러나 상행위의 대리인이 대리행위를 함에 있어서는 본인을 위한 것임을 표시하지 아니하여도 그 행위는 본인에 대하여 효력이 있다.

상법이 민법의 현명주의에 대한 예외로서 비현명주의의 특칙을 둔것은 상인의 영업행위는 통상 그 상업사용인에 의해 행해지므로 상대방이 대리관계를 숙지하고 있는 경우가 많고, 상거래의 내용이 보통 비개성적이라서 이행 여부가 중요할 뿐이고, 당사자가 누구이냐 하는 것은 특히 중요한 뜻을 갖지 않기 때문이다.
그리하여 대량적•반복적으로 이루어지는 상거래에서는 거래의 신속을 위해 대리의사를 밝히는 번거로움을 생략하는 예가 많으므로, 이러한 실정을 존중하여 거래의 안전을 보호하라는 뜻에서 이 특칙을 마련한 것이다.

## 요건
1. 본조는 대리행위의 방식에 관한 특칙으로서, 본조가 적용되기 위해서는 대리권 자체는 존재해야 한다.
2. 본인에 대해 상행위가 되는 행위를 대리한 경우에 한해 적용된다.
3. 상대방에 대해서만 상행위가 되고 본인에 대해서는 상행위가 되지 않는 행위에 대해서는 적용될 여지가 없다. 기본적 상행위나 준상행위만이 아니라 보조적 상행위에도 본조가 적용된다.[3]

## 참고 문헌
- 이철송,상법총칙•상행위,(서울: 박영사, 2014)